# Parque nacional Ártico Ruso
Parque nacional Ártico Ruso (en ruso: Национальный парк "Русская Арктика") es un parque nacional de Rusia, que fue fundado en junio de 2009. Cubre un área grande y remota del océano Ártico, al norte de Nueva Zembla (Isla Norte), y la Tierra de Francisco José.
En 2009 la superficie total del parque nacional alcanza los 14 260 kilómetros cuadrados, incluyendo 6320 kilómetros cuadrados de tierra y 7940 kilómetros cuadrados del océano Ártico.
El área es el hábitat de osos polares y ballenas de Groenlandia. El área también incluye una de las mayores colonias de aves en el hemisferio norte, así como colonias de morsas y focas.